# Шотландская профессиональная футбольная лига
Шотландская профессиональная футбольная лига (англ. Scottish Professional Football League) — является футбольной ассоциацией системы лиг в Шотландии. Была образована в 2013 году, слиянием Шотландской Премьер-лиги и Футбольной Лиги Шотландии. В целом же чемпионат проводится с 1890 года.

## История

### Предыстория создания
Самый длинный период своего существования Шотландская футбольная лига разделена на два дивизиона - Первый дивизион и Второй дивизион, а клубы переходили с одной дивизиона в другой по окончании каждого сезона. Однако, в середине 1970-х годов такая организация перестала удовлетворять потребности шотландского футбола и было решено расширить структуру дивизионов до трех: Премьер-дивизион (бывший первый дивизион), Первый Дивизион (бывший Второй дивизион) и вновь созданный Второй дивизион. Эта система вступила в силу в сезоне 1975-76 и просуществовала до сезона 1994-95, когда была внедрена четырехуровневая структура. Нововведением стало создание Третьего дивизиона и ограничения количества команд в каждом из дивизионов до 10.
8 сентября 1997 клубами Премьер-дивизиона было принято решение отделиться от Шотландской футбольной лиги и создать Шотландскую Премьер-лигу наподобие английской премьер-лиги, образованной в 1992 году. Это решение было продиктовано стремлением топ-клубов Шотландии получить больше доходов от игр в чемпионате. После того как ШПЛ была сформирована, её клубы перестали делиться с ШФЛ доходами от выступлений в Премьер-лиге.

### Слияние ШФЛ и ШПЛ
Несмотря на изменения условий членства клубов, не имеющие внешних финансовых поступлений, клубы низших дивизионов ШФЛ почти не имели доходов. В свою очередь клубы Первого дивизиона ШФЛ пытались перераспределить доходы от трансляций с Премьер-лигой. Кроме того Шотландская футбольная ассоциация всегда была заинтересована в создании пирамидальной системы дивизионов. На фоне этого в 2013 году представители ШФЛ и ШПЛ проголосовали за слияние этих двух организаций и образования Шотландской профессиональной футбольной лиги . При этом количество дивизионов и клубов в них не изменилась. Изменения претерпела модель распределения финансов по клубам. Начиная с сезона 2013-14 высший футбольный дивизион Шотландии называется Премьершип.

## Структура Лиги
24 июля 2013 года была объявлена структура Шотландской Профессиональной Футбольной Лиги. Она состоит из:
- Шотландский Премьершип (ранее Шотландская Премьер-лига)
- Шотландский Чемпионшип (ранее Первый дивизион шотландской футбольной лиги)
- Первая Лига Шотландии (ранее Второй дивизион шотландской футбольной лиги)
- Вторая Лига Шотландии (ранее Третий дивизион шотландской Футбольной лиги)

ШФПЛ работает по принципу корпорации и находится в собственности 42-х клубов членов лиги. Каждый клуб является акционером организации и имеет право голоса в вопросах изменения правил и изменения организационной структуры лиги. Клубы избирают шесть представителей в совет директоров для надзора за текущей деятельностью лиги. Совет директоров в свою очередь назначает исполнительного голову. Первым председателем совета директоров стал Нил Донкастер в июле 2013-го.